# أوريبة
أوريبة (الاسم العلمي Eurybia)، جنس فراش من غشائيات الأجنحة وفصيلة فراشات ذات علامات معدنية. موطنها المناطق المدارية في العالم الجديد من المكسيك إلى بوليفيا.